# Alvise Cadamosto
Alvise Cadamosto (Veneza, 1432 — Veneza, 18 de julho de 1488), também conhecido por Alvide da Ca' da Mosto e na literatura lusófona por Luís Cadamosto ou Luiz Cadamosto, foi um navegador veneziano e explorador que esteve durante alguns anos ao serviço do Infante D. Henrique, tendo conhecido um dos seus homens no Cabo de São Vicente. Ao serviço da coroa portuguesa explorou a costa ocidental da África, sendo-lhe creditado o descobrimento de algumas das ilhas de Cabo Verde e a exploração da foz do rio Gâmbia e costa adjacente, incluindo o arquipélago dos Bijagós. Escreveu um relato das suas viagens de exploração e do seu amigo Pedro de Cintra, este relato foi escrito aproximadamente dez anos após sua segunda e última viagem. 

## Biografia
Alvise Cadamosto nasceu por volta de 1432, no palácio de Ca' da Mosto, uma grande residência burguesa situada nas margens do Canal Grande de Veneza, propriedade do seu pai, o mercador Giovanni da Mosto, e da qual tomou o nome. Seguindo a actividade da família, desde muito jovem que se dedicou ao comércio marítimo, participando em múltiplas viagens pelo Mediterrâneo e costa europeia do Atlântico, visitando portos no norte de África, no sul da Europa, na Flandres e na Inglaterra. O trabalho com a navegação era comuns entre os jovens dessa época que buscavam prestígio e riquezas, além é claro que como narrado por Alvise Cadamosto, aventuras.
Cadamosto viu-se privado da sua herança familiar dada a condenação do pai ao exílio, na sequência de actividades ilícitas. Tal facto levou-o a aventurar-se no comércio internacional ainda muito jovem. Em 1445, teria feito a sua primeira viagem. Foi à Barbaria, em ligação comercial com a empresa de Andrea Barbagio. No ano seguinte, navegava até Creta. Em 1451, embarcou na esquadra comandada por Alvise Contariro que se dirigia para Alexandria. No regresso, partiu para a Flandres, de onde voltou em 1453.
Em 1454, no decurso de uma destas viagens, foi obrigado por ventos fortes contrários a arribar à costa do Algarve, onde os navios em que viajavam foram visitados por um emissário do Infante D. Henrique, então em Sagres. Tomando conhecimento de que a coroa portuguesa concedia licenças e apoiava a exploração da costa de África por navegadores estrangeiros, resolveu permanecer em Portugal e iniciar a sua própria carreira como explorador e mercador nas novas terras para sul.
A 22 de Março de 1455 partiu de Lisboa para a sua primeira expedição de exploração e comércio ao longo da costa atlântica da África. Nesta viagem visitou a ilha da Madeira e o arquipélago das Canárias, partido depois para a costa africana, onde visitou a região da foz do rio Senegal e estabeleceu contactos pacíficos com os habitantes da região. A intenção da viagem era ultrapassar o Cabo Verde e explorar a região da foz do rio Gâmbia, encontrando em viagem outra expedição portuguesa, comandada por Antoniotto Usodimare. Conjuntamente percorreram a costa das imediações do Cabo Verde (hoje região de Dacar) até à foz do rio Gâmbia, que tentaram subir, mas foram obrigados a desistir porque as tripulações se recusaram a continuar viagem e forçaram o regresso.
Em 1456, novamente na companhia de Usodimare, retomou a sua intenção de explorar a região do rio Gâmbia, voltando àquela região. Nesta viagem descobriu algumas das ilhas do arquipélago de Cabo Verde, sendo a sua expedição provavelmente o primeiro contacto europeu com aquelas ilhas. Os nomes atribuídos a algumas das ilhas, nomeadamente Boavista e Santiago, parecem ter sido por ele atribuídos. Nesta viagem, a expedição capitaneada por Cadamosto atingiu a foz do Rio Grande e o arquipélago dos Bijagós, tendo explorado novamente a foz do Gâmbia, rio que subiu até cerca de 100 km da desembocadura, tendo de retirar dada a hostilidade dos povos ribeirinhos.
Regressado a Portugal, terá permanecido em Lisboa, ocupado no comércio marítimo, até 1462, ano em que regressou a Veneza.
Após a sua morte, foi publicada uma relação das suas viagens à costa de África, um relato escrito na década de 1460 e publicado em Milão nos anos de 1507 ou 1508, conjuntamente com a obra de Antonio Montalboddo Fracanzano intitulada Itinerarium Portugallensium e Lusitania in Indiam et Inde in Occidentem et Demum ad Aquilonem. A obra foi reeditada pela Hakluyt Society em 1937.
A sua narrativa teve grande importância para a história marítima, servindo de orientação para aqueles que se adentraram nas navegações no período, serviu também como forma d aprender sobre as outras culturas, tendo o livro sido publicado e traduzido, circulando pela Europa do século XV e XVI, e na contemporaneidade como fonte histórica para se analisar como era a mentalidade da pequena nobreza da época e entender e descobrir como foram os primeiros contatos entre os povos europeus e os grupos africanos.  